# Cabezas de Alambre
Cabezas de Alambre es un municipio y localidad española de la provincia de Ávila, en la comunidad autónoma de Castilla y León. El término municipal tiene una población de 153 habitantes (INE 2024).

## Símbolos
El escudo heráldico y la bandera que representan al municipio fueron aprobados oficialmente el 14 de noviembre de 1994. El escudo se blasona de la siguiente manera:

Cortado flechado del segundo en el primero, primero en azur, segundo de oro; bordura de plata, con cuatro cabezas de moro, de sable.
Boletín Oficial de Castilla y León nº 16 de 24 de enero de 1995

La descripción textual de la bandera es la siguiente:

Cuadrada, por mitad horizontal, alto celeste y bajo gualda, fileteada de blanco y, cargada en su centro con el Escudo Municipal.
Boletín Oficial de Castilla y León nº 16 de 24 de enero de 1995

## Geografía
Ubicación
La localidad está situada a una altitud de 900 m sobre el nivel del mar.
| Noroeste: Donjimeno   | Norte: Donjimeno | Noreste: San Vicente de Arévalo |
| Oeste: Constanzana    |                  | Este: Pedro-Rodríguez           |
| Suroeste: Constanzana | Sur: Cabizuela   | Sureste: Cabizuela              |

## Historia
Hacia mediados del siglo XIX, el lugar tenía contabilizada una población de 97 habitantes. Aparece descrito en el quinto volumen del Diccionario geográfico-estadístico-histórico de España y sus posesiones de Ultramar de Pascual Madoz de la siguiente manera:

CABEZAS DE ALAMBRE: l. con ayunt. de la prov., adm. de rent. y dioc. de Avila (6 leg.), part. jud. de Arévalo (3), aud. terr. de Madrid (20), c. g. de Castilla la Vieja (Valladolid 16). sit. en terreno algo elevado, le combaten todos los vientos y su clima es propenso á fiebres intermitentes. Tiene 27 casas mal distribuidas, pero con las proporciones necesarias al género de vida de sus hab., una plaza de figura irregular, un pozo de medianas aguas, del cual se utilizan los vec. para sus usos; haciéndolo para el de los ganados de unas lagunas inmediatas; escuela de instruccion primaria comun á ambos sexos y una igl. parr. (San Cristóbal mártir) servida por un párroco, cuyo curato es de entrada, de presentacion de S. M. en los meses apostólicos y del ob. en los ordinarios; el cementerio se halla en parage que no ofende la salud pública; hay una ermita (Sto. Cristo del Humilladero) de propiedad particular. Confina el térm. con San Vicente de Arévalo, D. Gimeno y Narros de Saldueña. El terreno es en lo general llano, á escepcion de algunas irregularidades de corta consideracion (fertilidad general 4 por 1), comprende 2,120 fan. de tierra cultivada y 40 incultas: de las cultivadas 320 de primera suerte destinadas á cebada y trigo, 600 de segunda á trigo y algarrobas y 1,200 de tercera á centeno; se siembra cada año la mitad y la otra mitad descansa: hay ademas varios pastos, algun viñedo y un pinar perteneciente á sus propios. caminos: los de pueblo á pueblo en regular estado. El correo se recibe de la cab. del part. prod.: lo ya referido, garbanzos y algunas legumbres; mantiene ganado lanar y vacuno, cria liebres y perdices. ind.: agricultura. comercio: esportacion de los frutos sobrantes para los mercados de Arévalo , en cuyo punto se surten los vec. de todo lo necesaria. pobl.: 25 vec., 97 alm. cap. prod.: 438,300 rs. imp.: 17,532. ind. y fabril 500. contr.: 4,370 rs. 8 mrs.
(Madoz, 1846, p. 30)

En 2017 contaba con una población de 158 habitantes. 

## Demografía
Cabezas de Alambre cuenta con una población de 153 habitantes (INE 2024).
| Gráfica de evolución demográfica de Cabezas de Alambre entre 1842 y 2021                                              |
| |
| Población de derecho según los censos de población del INE. Población de hecho según los censos de población del INE. |

## Monumentos y lugares de interés

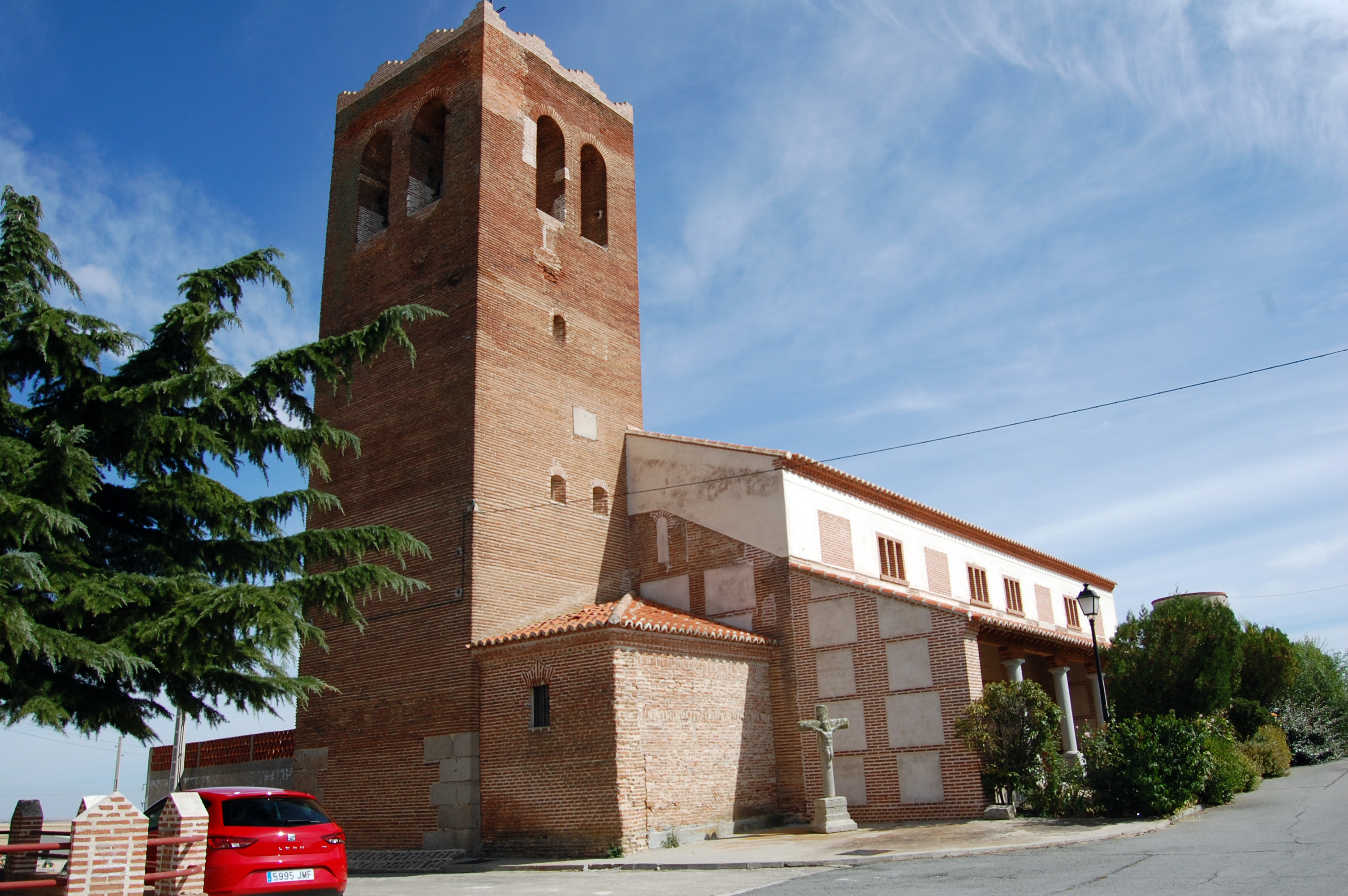
Iglesia de San Cristóbal

En la localidad hay una iglesia bajo la advocación de San Cristóbal mártir. Es una localidad con encanto, rodeada de campo y maravillosas vistas por todas sus coordenadas. Cuenta con todos los servicios básicos: ´consulta médica, farmacia, bar, peluquería, colegio, tienda de ultramarinos... y además tiene numerosos parques y zonas recreativas, además de pista de pádel, frontón municipal, campo de fútbol y un polideportivo.